# Weesperplein (metropolitana di Amsterdam)

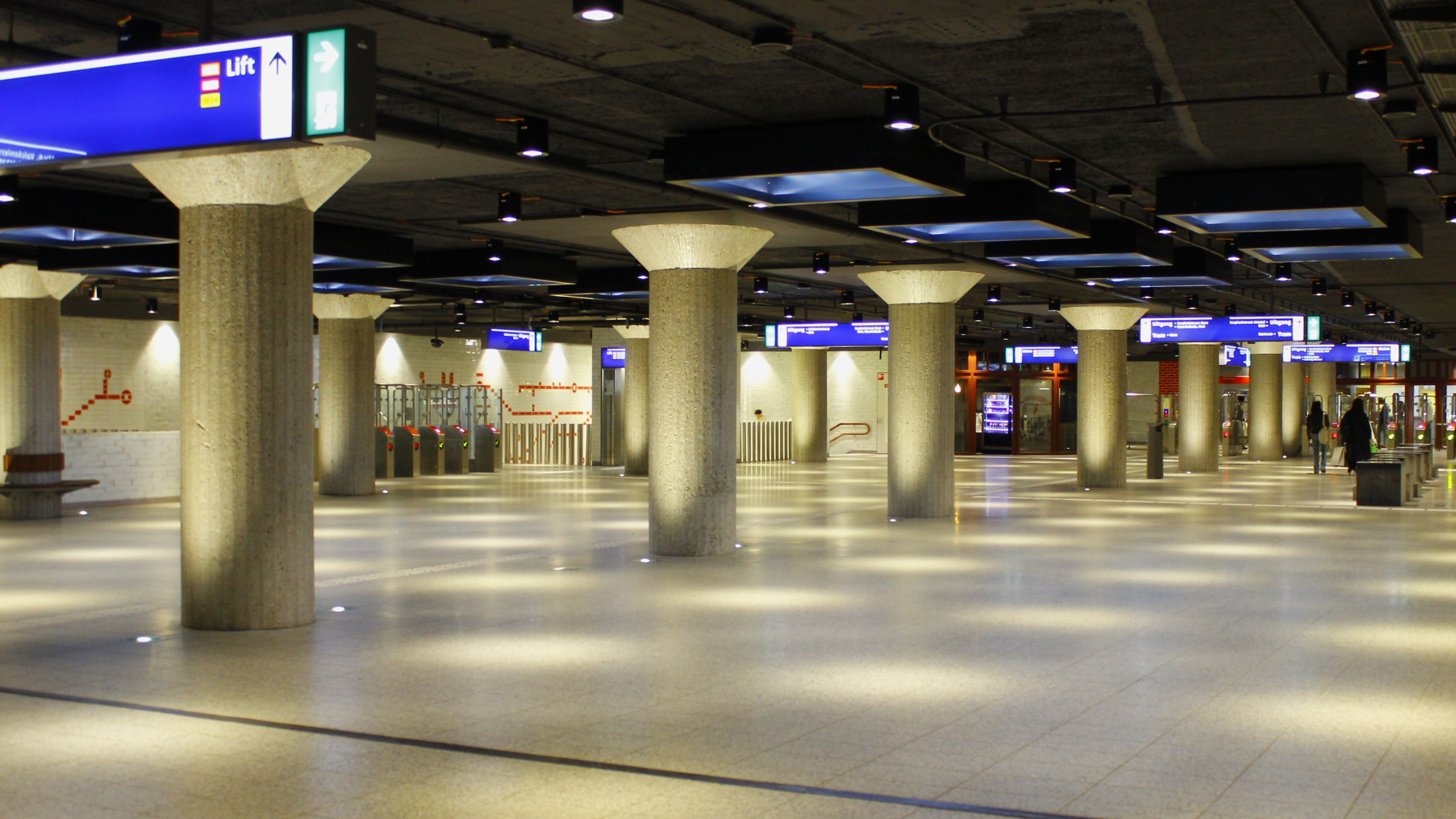

Weesperplein è una stazione della metropolitana di Amsterdam, servita dalle linee 51, 53 e 54 che condividono gli stessi binari.
Prende il nome dal Weesperplein, la piazza sotto cui si trova.

## Storia
La stazione entrò in servizio il 16 ottobre 1977, come capolinea provvisorio della prima tratta della metropolitana di Amsterdam (Weesperplein-Gaasperplas; rimase capolinea fino all'11 ottobre 1980, data in cui la linea fu prolungata fino alla stazione centrale.

## Caratteristiche
Si tratta di una stazione sotterranea con due binari serviti da una banchina ad isola.